# Jennifer Bongardt
Jennifer Bongardt (Hagen-Dahl, 8 de septiembre de 1982) es una deportista alemana que compitió en piragüismo en la modalidad de eslalon.
Ganó 7 medallas en el Campeonato Mundial de Piragüismo en Eslalon entre los años 2003 y 2010, y 4 medallas en el Campeonato Europeo de Piragüismo en Eslalon entre los años 2006 y 2010.

## Palmarés internacional
| Campeonato Mundial | Campeonato Mundial               | Campeonato Mundial | Campeonato Mundial |
| Año                | Lugar                            | Medalla            | Competición        |
| ------------------ | -------------------------------- | ------------------ | ------------------ |
| 2003               | Augsburgo (Alemania)             | Medalla de plata   | K1 individual      |
| 2003               | Augsburgo (Alemania)             | Medalla de plata   | K1 por equipos     |
| 2006               | Praga (República Checa)          | Medalla de bronce  | K1 individual      |
| 2006               | Praga (República Checa)          | Medalla de bronce  | K1 por equipos     |
| 2007               | Foz do Iguaçu (Brasil)           | Medalla de oro     | K1 individual      |
| 2007               | Foz do Iguaçu (Brasil)           | Medalla de oro     | K1 por equipos     |
| 2010               | Liubliana (Eslovenia)            | Medalla de plata   | K1 por equipos     |
| Campeonato Europeo |                                  |                    |                    |
| Año                | Lugar                            | Medalla            | Competición        |
| 2006               | L'Argentière-la-Bessée (Francia) | Medalla de plata   | K1 individual      |
| 2007               | Liptovský Mikuláš (Eslovaquia)   | Medalla de oro     | K1 por equipos     |
| 2009               | Nottingham (Reino Unido)         | Medalla de bronce  | K1 por equipos     |
| 2010               | Bratislava (Eslovaquia)          | Medalla de oro     | K1 por equipos     |